# One in a Million (Big Country)
One in a Million är ett akustiskt album från 2001 med den skotska rockgruppen Big Country. Albumet var det sista som släpptes innan gitarristen Stuart Adamson begick självmord den 16 december samma år.

## Låtlista
1. One in a Million (5:20)
2. Long Way Home (4:47)
3. King of Emotion (3:46)
4. All Go Together (3:15)
5. Post Nuclear Talking Blues (3:01)
6. You Dreamer (4:09)
7. I'm Not Ashamed (3:45)
8. Peace in Our Time (3:01)
9. Just a Shadow (3:05)
10. Thirteen Valleys (4:44)
11. The Storm (4:25)
12. Magic in Your Eyes (2:58)
13. In a Big Country (3:34)
14. Daystar (5:42)
15. I'm On This Train
16. Ships (3:28)
17. We're Not in Kansas (5:23)